# Zoolea descampsi
Zoolea descampsi är en bönsyrseart som beskrevs av Roger Roy och Matthias Ehrmann 2009. Zoolea descampsi ingår i släktet Zoolea och familjen Mantidae. Inga underarter finns listade i Catalogue of Life.